# Балликоттон
Балликоттон (англ. Ballycotton; ирл. Baile Choitín) — деревня в Ирландии, находится в графстве Корк (провинция Манстер). Эта известная рыбацкая деревня дала своё имя группе Ballycotton. Берег, на котором стоит деревня, постоянно смывается; фактически, вся некогда существовавшая деревня уже находится под водой. Береговая эрозия Балликоттона является объектом международного научного интереса.
Примерно в двух километрах от деревни располагается маяк, введённый в эксплуатацию в 1851 году; в это время семья смотрителя моряка жила на острове, отправляя детей в школу, если позволяла погода. С 1899 смотрителей стало четверо, и они жили уже в деревне, сменяя друг друга на дежурстве. В 1975 году в маек было проведено электричество, и 28 марта 1992 года он был автоматизирован.
В городе есть спасательная станция, открытая в 1858 году (при этом у станции есть награды за 1826 и 1829 годы). Самый известный их подвиг — выход в море 11 февраля 1936 года во время бури для поиска оторвавшегося от причала плавучего маяка Daunt Rock. Спасательная лодка класса Barnet «Мэри Стэнфорд» (Mary Stanford) пробыла вне станции 79 часов (в том числе 49 часов в море); экипаж спал лишь 3 часа и не ел 25 часов. За это рулевой Патрик Слини (Patrick Sliney) был награждён золотой медалью, второй рулевой Джон Лейн Уолш (John Lane Walsh) и механик Томас Слини (Thomas Sliney) были награждены серебряными медалями, и члены экипажа Майкл Коффи Уолш (Michael Coffey Walsh), Джон Ши Слини (John Shea Sliney), Уильям Слини (William Sliney) и Томас Уолш (Thomas Walsh) были награждены бронзовыми медалями.
В 1875 году местный антиквар, Филипп Т. Гарднер (Philip T. Gardner), пожертвовал Британскому музею драгоценный крест IX века с басмалой, которая может быть интерпретирована как Как бог даст, во имя Аллаха или мы покаялись Богу. Как признак возможных связей между Британскими островами и ранним исламом, крест часто упоминается как в научных работах, так и в спекулятивных историях.

## Демография
Население — 412 человек (по переписи 2006 года). В 2002 году население составляло 425 человек.
Данные переписи 2006 года:
| Общие демографические показатели |               |                               |                               |      |      |
| Всё население                    | Всё население | Изменения населения 2002—2006 | Изменения населения 2002—2006 | 2006 | 2006 |
| 2002                             | 2006          | чел.                          | %                             | муж. | жен. |
| 425                              | 412           | −13                           | −3,1                          | 198  | 214  |